# ریچارد دایر
ریچارد دایر (انگلیسی: Richard Dyer; ۱۹۴۵ (۷۹–۸۰ سال)  – ) روزنامه‌نگار و منتقد سینمای اهل بریتانیا است.
وی همچنین برندهٔ جوایزی همچون عضو آکادمی بریتانیا و جایزه براندر شده‌است.